# Rudi Georgi
Rudi Georgi (* 25. Dezember 1927 in 
Bockau; † 18. März 2020 in Zempin) war ein deutscher Politiker (SED). Er war von 1965 bis 1973 Minister für Verarbeitungsmaschinen- und Fahrzeugbau, danach bis 1989 Minister für Werkzeug- und Verarbeitungsmaschinenbau der DDR.

## Biografie
Georgi, Sohn eines Arbeiters, besuchte die Volks- und Handelsschule in Aue und machte eine Ausbildung zum Industriekaufmann in der Besteckfabrik Aue. 
Er trat 1945 der SPD bei und wurde 1946 nach der Zwangsvereinigung von SPD und KPD Mitglied der Sozialistischen Einheitspartei Deutschlands. 1946 trat er auch der FDJ bei. Von 1950 bis 1962 war er im VEB Besteck- und Silberwaren-Werke Aue tätig, zunächst als Betriebsassistent, von 1951 bis 1955 als Produktionsleiter und ab 1955 als Werkleiter. Von 1957 bis 1961 absolvierte er ein Fernstudium an der Karl-Marx-Universität Leipzig und war von 1963 bis 1965 Generaldirektor der VVB Eisen-, Blech- und Metallwaren Karl-Marx-Stadt. 1966 erfolgte seine Promotion zum Dr. rer. oec. an der Karl-Marx-Universität Leipzig mit der Arbeit Probleme der weiteren Entwicklung der Erzeugnisgruppen-Arbeit in der VVB EBM zur Sicherung einer bedarfsgerechten Produktion im gesamten Industriezweig.
Bei der Bildung neuer Industrieministerien im Dezember 1965 wurde Georgi zum Minister für Verarbeitungsmaschinen- und Fahrzeugbau berufen; seine Vereidigung erfolgte wegen einer Erkrankung allerdings erst im März 1966. Nach der Aufteilung des Ministeriums in zwei verschiedene Behörden im September 1973 wurde er zum Minister für Werkzeug- und Verarbeitungsmaschinenbau berufen. Nach dem Rücktritt der Regierung Stoph im November 1989 schied er aus dem Amt. 
Er war von 1967 bis 1976 Kandidat und von 1976 bis 1989 Mitglied des Zentralkomitees der SED.

## Auszeichnungen
- 1964 und 1978 Orden Banner der Arbeit Stufe I
- 1970 Vaterländischer Verdienstorden in Bronze und 1986 in Gold
- 1987 Karl-Marx-Orden

## Veröffentlichungen
- Erfahrungen und Schlußfolgerungen aus der Arbeit der VVB Eisen-, Blech-, Metallwaren zur Steigerung der Arbeitsproduktivität, Berlin 1963
- Probleme der weiteren Entwicklung der Erzeugnisgruppenarbeit in der VVB Eisen-, Blech-, Metallwaren zur Sicherung einer bedarfsgerechten Produktion im gesamten Industriezweig, Leipzig 1966
- Erfahrungen bei der Zusammenarbeit zwischen Ministerien und Kombinaten zur Erschließung qualitativer Wachstumsfaktoren, Berlin-Rahnsdorf 1981